# Orodromeus makelai
Orodromeus makelai es la única especie conocida del género extinto Orodromeus ("corredor de montaña") de dinosaurio ornitópodo tescelosáurido, que vivió a finales del período Cretácico, hace aproximadamente 75 millones de años, en el Campaniense, en lo que hoy es Norteamérica. Orodromeus aparece en el segundo episodio de la serie de Discovery Channel Dinosaur Planet donde lo muestra viviendo en manadas y siendo cazados por jaurías de Troodon.

## Descripción
Orodromeus fue un dinosaurio herbívoro bípedo de características cursoriales con la tibia considrabelemente más larga que el fémur de pequeño tamaño que alcanzó los 2,50 metros de largo. Se han encontrado 10 nidos de Orodromeus, con huevos dispuestos en forma espiral. Los cascarones no estaban pisoteados lo que muestra que los pequeños abandonaron el nido al nacer. Una tomografía axial computada de huevos sin eclosionar, mostró que los embriones estaban bien desarrollados, a diferencia de los del Maiasauria, los cuales nacían indefensos. Orodromeus anidaba en grandes colonias donde cada nido individual era excavado y cubierto para una mayor control de la temperatura. Al parecer los padres cuidaban de los nidos, alejando a pequeños depredadores. Aparentemente tenía un yugal fuerte similar al de Zephyrosaurus. Se ha especulado que este animal pudo haber excavado madrigueras como su pariente Oryctodromeus, basado en la posición de los huesos encontrados, que normalmente deberían haberse dispersados. El Orodromeus se distingue por un palpebral que está en su parte posterior unido al postorbital, una barra en el yugal,  una muñeca no fusionada y maxilares triangulares y dientes del dentarios con una  oclusión vertical.

## Descubrimiento e investigación
Robert Makela descubrió los restos de Orodromeus durante la excavación en el condado de Teton, Montana, en la colonia de cría Egg Mountain de un ornitópodo mucho más grande, Maiasaura. La especie tipo, Orodromeus makelai, fue nombrada y brevemente descrita por Jack Horner y David B. Weishampel en 1988. El nombre genérico se deriva del griego ὄρος, oros, "montaña", en referencia al sitio de Egg Mountain, y δρομεύς, dromeus, "corredor", que se refiere a los hábitos de desplazamiento del animal. El nombre específico honró al difunto Makela.
El espécimen holotipo, MOR 294, se encontró en una capa de la Formación de Dos Medicinas, que data de la etapa de Campaniense, hace unos 75 millones de años . Consiste en un esqueleto parcial con cráneo. Los paratipos son MOR 246, una nidada de diecinueve huevos, algunos con embriones,  PP 22412, un conjunto de extremidades posteriores, MOR 331, un esqueleto parcial, MOR 248, un esqueleto con calavera y MOR 403, una base de cráneo. Todavía falta una descripción completa publicada, aunque existe una tesis inédita sobre Orodromeus. Sin embargo, MOR 246 y otros huevos de Egg Mountain ahora se consideran pertenecientes a un trodóntido que puede ser Stenonychosaurus.
En 1990, la especie Laosaurus minimus, descrita por Charles Gilmore en 1909 basada en NMC  9438, un miembro posterior izquierdo parcial y piezas de vértebra de la Formación Allison en Alberta, se consideró como la segunda especie de Orodromeus. Sin embargo, la naturaleza fragmentaria de los restos dificulta la asignación de la muestra con certeza.

## Clasificación
Orodromeus fue asignado por Horner y Weishampel a Hypsilophodontidae, como el miembro más joven conocido. Hoy en día estos son vistos como un grupo no natural, parafilético y Orodromeus es simplemente considerado como un miembro basal del Euornithopoda. Brown y colaboradores en 2013  lo puso en la familia Thescelosauridae y nombró a una nueva subfamilia, Orodrominae en su honor.

## Paleobiología
Debido al desarrollo avanzado de los huesos y dientes de los embriones, Horner concluyó que los jóvenes de Orodromeus eran precociales. Se ha especulado que este animal puede haber excavado de manera muy similar a su pariente Oryctodromeus, basado en el empaque de sus huesos en situaciones en las que típicas se habrían dispersado. Mallon y colaboradores examinaron la convivencia de herbívoros en el continente insular de Laramidia, durante el Cretácico Tardío. Se concluyó que los pequeños ornitisquios como Orodromeus generalmente se limitaban a alimentarse de vegetación a una altura de 1 metro o menos. Este pequeño herbívoro probablemente coexistió con dinosaurios como Daspletosaurus y Einiosaurus. La especie tipo, Orodromeus makelai, fue descrita por Horner y Weishampel en 1988. Se concen varios nidos que fueron encontrados junto a los de Maiasaura. El holotipo, un cráneo completo y un esqueleto parcial sin la cola se encuentra en el Museo de las Rocallosas en Bozeman.